# Bourletiella pistillum
Bourletiella pistillum is een springstaartensoort uit de familie van de Bourletiellidae. De wetenschappelijke naam van de soort is voor het eerst geldig gepubliceerd in 1946 door Gisin.